# Nate Hartley
Nate Hartley (Ravenna, 17 januari 1992) is een Amerikaans jeugdacteur. Hij heeft een rol gehad in iCarly en is nu bezig met de televisieserie J.O.N.A.S!

## Filmografie
- hannah montana (2009)
- The Science of Cool (2009)
- JONAS (2009)
- Zeke & Luther (2009)
- Role Models (2008)
- Drillbit Taylor (2008)
- The Great Buck Howard (2008)
- iCarly (2007)
- Unfabulous (2007)
- Unlicensed (2007)
- The Bernie Mac Show (2006)